# Le Livre des quatre dames

Le Livre des quatre dames est un poème d'Alain Chartier en moyen français, composé peu après la bataille d'Azincourt (25 octobre 1415).
Ce poème constitué de 3531 vers octosyllabiques formant une scène dialoguée est une déploration à quatre voix après la catastrophe nationale d'Azincourt, envisagée à travers ses répercussions intimes. Après une introduction décrivant le cadre bucolique et printanier de la rencontre (cadre traditionnel du « débat amoureux »), le poète, mélancolique et lui-même malheureux en amour, écoute successivement quatre dames qui ont perdu leur ami dans la bataille : celui de la première a été compté au nombre des morts ; la seconde déplore que le sien ait été fait prisonnier ; la troisième est dans la plus cruelle incertitude, ne sachant si son chevalier a été tué ou capturé ; enfin, la quatrième a appris que celui qu'elle aimait a pris honteusement la fuite. Laquelle des quatre est la plus à plaindre? Le poète refuse finalement de trancher (mais on comprend qu'il pense que c'est la dernière). En même temps que les quatre dames parlent de leur tristesse, de leurs maux d'amour, elles lui servent de porte-parole pour formuler des critiques sévères contre certains chevaliers, notamment les fuyards de la bataille.
Le Livre des quatre dames a inspiré La Coche de Marguerite de Navarre (poème de 1420 vers, composé en 1541), où la narratrice rencontre dans un champ trois amies en pleurs qui lui content successivement leurs peines de cœur pour qu'elle décide laquelle est la plus à plaindre. 

## Éditions
- Grete Hirschel (éd.), Le Livre des quatre dames von Alain Chartier. Studien zur französischen Minnekasuistik des Mittelalters, Heidelberg, 1929.
- James Laidlow (éd.), Poèmes par Alain Chartier, Paris, Union générale d'éditions (10/18, Bibliothèque médiévale, 1929), 1988, p. 43-138.